# La Dernière Orgie du IIIe Reich
Pour plus de détails, voir Fiche technique et Distribution.
La Dernière Orgie du IIIe Reich (L'ultima orgia del III Reich) est un film de nazisploitation italien réalisé par Cesare Canevari, sorti en 1977. 

## Synopsis
Quelques années après la Seconde Guerre mondiale, un ancien nazi, le commandant Konrad von Starker, conduit sur une route tout en écoutant à la radio un procès pour crimes de guerre. Il arrive aux ruines d'un camp de la mort, où il vient retrouver Lise Cohen. Elle est une ancienne prisonnière juive du camp et son témoignage a sauvé le commandant d'une condamnation certaine à mort. Les deux sont amants ; ils font l'amour tandis que commence un flash-back qui constitue l'essentiel du film.
Ce dernier est une longue succession d'exactions et de perversions sexuelles, avec nombre de scènes de viol notamment collectif, de sado-masochisme, torture, exécutions atroces, infanticide, cannibalisme, coprophagie, images d'inceste, etc. En résumé, les gardes SS se livrent sur leurs prisonnières aux fantasmes les plus dépravés et les plus cruels, allant jusqu'à tuer l'un d'entre eux lorsqu'il exprime des scrupules.
Au milieu de cette démence, Starker se prend d'intérêt pour Lise, frappé par l'impossibilité de briser moralement la jeune femme malgré les pires traitements. On apprendra qu'elle a perdu la capacité de pleurer et la peur de mourir à cause de ses remords, car des années auparavant elle a trahi sa famille auprès des nazis. Starker tombe amoureux d'elle, un amour perverti où lui est un dominateur sadique qui la bat, et elle son esclave sexuelle, une masochiste soumise qui va jusqu'à porter une ceinture faite des scalps de ses compagnes en signe de sujétion. Cela attire des ennuis à Starker auprès d'Anna, officier SS qui était sa maîtresse, lorsqu'elle réalise les sentiments de Starker pour sa rivale.
Enceinte, Lise accouchera finalement du bébé de Starker, mais ce dernier le tuera car il est à demi-juif, et "il n'y a pas de place dans le monde pour un sang-mêlé".
Retour au présent. Lise abat Starker, dont le corps tombe dans une fosse. Dans certaines versions alternatives du film, Lise retourne ensuite l'arme contre elle-même.

## Fiche technique
- Titre original : L'ultima orgia del III Reich
- Titre français : La Dernière Orgie du IIIe Reich
- Titres alternatifs : Des filles pour un bourreau ou Bourreaux SS ou Deux filles pour le bourreau
- Réalisation et production : Cesare Canevari
- Scénario : Cesare Canevari et Antonio Lucarella
- Montage : Enzo Monachesi
- Musique : Alberto Baldan Bembo
- Photographie : Claudio Catozzo
- Pays d'origine :  Italie
- Langue originale : italien
- Format : Couleurs - 1,85:1 - Mono
- Genre : Nazisploitation
- Durée : 92 minutes
- Date de sortie : 
  -  Italie : 31 janvier 1977
  -  France : 7 décembre 1977

## Distribution
- Adriano Micantoni : Commandant Konrad von Starker
- Daniela Poggi : Lise Cohen
- Maristella Greco : Alma
- Fulvio Ricciardi